# 1989 (album)
1989 este al cincilea album de studio al cântăreței Taylor Swift. Albumul are 13 piese și a fost lansat de Big Machine Records pe 27 octombrie 2014. De pe albumul "1989" au fost extrase 6 melodii pentru a li se face videoclip, în prezent. Aceste melodii sunt: "Shake It Off" , "Blank Space" , "Style" , "Bad Blood", "Out Of The Woods" și "Wildest Dreams”.
În prezent, albumul a vândut peste 8 milioane de exemplare și este nominalizat în 7 categorii pentru premiile Grammy 2016, inclusiv Albumul Anului (Album of the Year). 

## Lista pieselor
| 1989 — Standard edition[122] |                              |                                           |                                                  |        |  |
| No.                          | Title                        | Writer(s)                                 | Producer(s)                                      | Length |  |
| 1.                           | "Welcome to New York"        | - Taylor Swift - Ryan Tedder              | - Tedder - Noel Zancanella - Swift               | 3:32   |  |
| 2.                           | "Blank Space"                | - Swift - Max Martin - Shellback          | - Martin - Shellback                             | 3:51   |  |
| 3.                           | "Style"                      | - Swift - Martin - Shellback - Ali Payami | - Martin - Shellback - Payami                    | 3:51   |  |
| 4.                           | "Out of the Woods"           | - Swift - Jack Antonoff                   | - Antonoff - Swift - Martin[a]                   | 3:55   |  |
| 5.                           | "All You Had to Do Was Stay" | - Swift - Martin                          | - Martin - Shellback - Mattman & Robin           | 3:13   |  |
| 6.                           | "Shake It Off"               | - Swift - Martin - Shellback              | - Martin - Shellback                             | 3:39   |  |
| 7.                           | "I Wish You Would"           | - Swift - Antonoff                        | - Antonoff - Swift - Greg Kurstin[b] - Martin[a] | 3:27   |  |
| 8.                           | "Bad Blood"                  | - Swift - Martin - Shellback              | - Martin - Shellback                             | 3:31   |  |
| 9.                           | "Wildest Dreams"             | - Swift - Martin - Shellback              | - Martin - Shellback                             | 3:40   |  |
| 10.                          | "How You Get the Girl"       | - Swift - Martin - Shellback              | - Martin - Shellback                             | 4:07   |  |
| 11.                          | "This Love"                  | Swift                                     | - Nathan Chapman - Swift                         | 4:10   |  |
| 12.                          | "I Know Places"              | - Swift - Tedder                          | - Tedder - Zancanella - Swift                    | 3:15   |  |
| 13.                          | "Clean                       |                                           |                                                  |        |  |